# استان فالکس
استان فالکس (هلندی: Stan Valckx؛ زادهٔ ۲۰ اکتبر ۱۹۶۳) یک بازیکن فوتبال اهل هلند است.

## تیم ملی
وی همچنین در تیم ملی فوتبال هلند بازی کرده‌است.